# Transflectif
 (février 2021).
Si vous disposez d'ouvrages ou d'articles de référence ou si vous connaissez des sites web de qualité traitant du thème abordé ici, merci de compléter l'article en donnant les références utiles à sa vérifiabilité et en les liant à la section « Notes et références ».

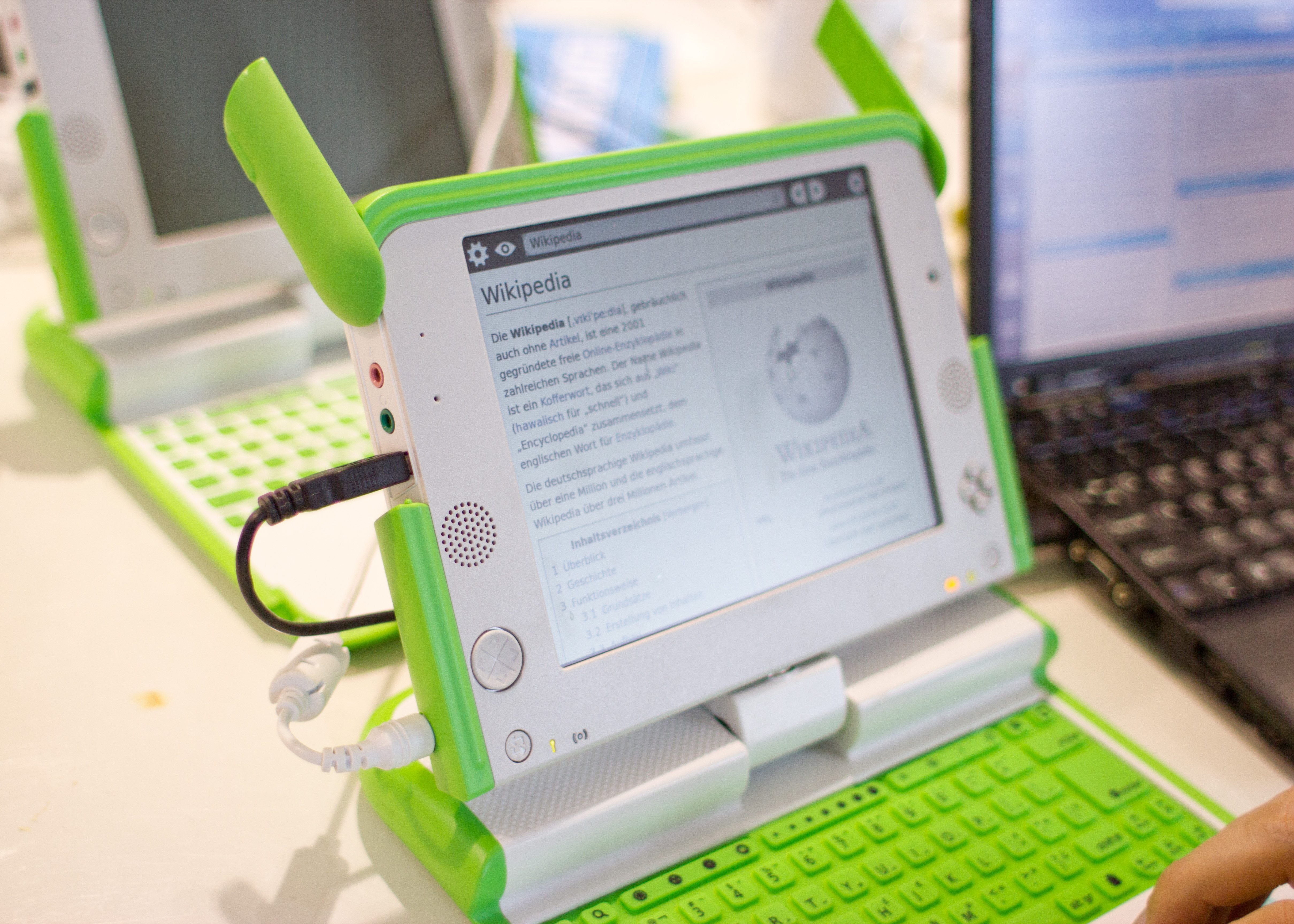
admet d'énormes inconvénients sur la visibilité

Un écran transflectif est une combinaison de deux technologies : transmissive par le biais d’un éclairage interne situé derrière la dalle de l’écran et réflective en captant la lumière ambiante située devant la dalle.
Ce procédé est principalement utilisé pour pallier les problèmes de lisibilité d'écrans exposés à une luminosité importante : plus la luminosité extérieure est importante et plus l’écran est lumineux.
C’est aujourd’hui la solution la plus adaptée à un affichage en plein soleil ; toutefois, après quelques mois d'utilisation, la luminosité diminue fortement et on peut voir apparaître quelques tâche noires[réf. nécessaire].

## Domaines d'application

### Téléphonie mobile / PDA
Les écrans de petite taille intégrés aux portables ou PDA (1,5" à 2,5") ne disposent pas d'un rétro-éclairage puissant du fait qu'ils sont alimentés par batterie.
En plein soleil, les informations affichées sur l'écran sont alors illisibles.

### Affichage dynamique
En affichage dynamique, il existe une autre solution qui est une combinaison d'un vidéoprojecteur et d'une dalle holographique mais la durée limitée des ampoules et leur coût n’en font pas une solution pérenne.
Un écran transflectif propose une lisibilité optimale, principalement en vitrine face au soleil car les rayons traversent celui-ci pour être réfléchis et s’ajoutent à la luminosité produite par le rétro-éclairage situé derrière la dalle.
La taille des dalles LCD disponibles s'étend de 1" à 70".